# Epicauta temexa
Epicauta temexa är en skalbaggsart som beskrevs av Adams och Nils Sten Edvard Selander 1979. Epicauta temexa ingår i släktet Epicauta och familjen oljebaggar. Inga underarter finns listade i Catalogue of Life.